# 성노예
성노예(性奴隸, 영어: sexual slavery)는 성적 착취를 위한 목적으로 부리는 인간 노예를 일컫는 말이다. 국가별 성 노예 발생률은 여러 국제기구의 협조를 얻어 유네스코가 연구하여 도표화하였다. 성 노예는 주인 개인에게 속한 노예, 특정 종교 의식을 거행하기 위한 노예, 상호합의에 의하지 않은 성행위를 강요하는 매춘이 자행되는 곳에 속한 노예 등 여러 종류가 있을 수 있다. 빈 선언과 행동계획은 성 노예는 인권을 침해한다는 점에서 이를 근절하기 위해 국제적인 공조를 할 것을 요구하고 있다.

## 성 노예의 정의
로마 규정 7조 2항 C절에 따르면, 성적 예속은 한 인간에 대해서 소유권의 일부 내지는 전체를 행사할 수 있다는 것을 의미한다. 여기서 말하는 성적 예속은 가해자의 반복적인 성적 학대 내지는 강간 또는 피해자로 하여금 다른 사람 내지는 가해자를 포함한 또 다른 인물 모두에 성적 향응을 제공할 것을 강요하는 것이다. 이는 지속적인 인권침해 행위로서 범죄로 규정된다. 로마 규정의 성적 예속에 대한 정의는 사람, 특히 여자와 어린이를 성적인 목적으로 인신매매하는 것뿐만 아니라, 가정 내에서 노예처럼 생활하거나 강제 결혼, 성적 행위와 연관된 어떤 노동이라도 강요를 당하는 상황을 포괄한다.

## 종류

### 인신매매
인신매매는 강압적이고 폭력적인 수단을 동원해서 사람을 붙잡아 다른 사람에게 데려가 성매매 등을 목적으로 양도하는 행위를 가리킨다. 성 노예 매매만이 인신매매의 유일한 형태는 아니기 때문에, 누군가를 성 노예로 삼는 것을 목적으로 하는 인신매매의 비중에 대한 추정치는 변동성이 크다.
영국의 BBC 뉴스는 UNODC가 작성한 보고서를 인용하여 2007년 인신매매 희생자들의 최종 목적지로 태국과 일본을 거론하였다. 이 보고서는 태국, 중국, 나이지리아, 알바니아, 불가리아, 벨라루스, 몰도바, 우크라이나를 인신매매 대상의 주요 공급처로 열거하였다.

### 아동 성매매
아동 성매매는 상업적 아동 성 착취로서 금전상의 이득을 보려고 아동 또는 어린이에게 성매매 일을 시키는 행위이다.

### 강요에 의한 성매매
성매매 중 성노동자의 의사에 반해 성매매 일을 시키는 행위 역시 성 노예에 해당한다.

### 강제 결혼
강제 결혼은 자의에 반해 결혼을 강요당하는 행위를 말한다.

### 약탈혼
약탈혼은 상대방을 납치하여 결혼하는 것이다. 남녀의 신체적 사회적 차이로 인하여 여자를 납치하여 신부로 삼는 신부 납치의 형태가 대부분이다. 한국어로 보쌈이라고도 부른다.

### 반인도적 범죄
국제형사재판소는 로마규정 7조에서 성 노예를 인도에 반한 죄 항목으로 규정하고 있다.

### 전쟁 성범죄
전쟁시 행해지는 각종 성범죄 역시 성노예와 연관될 수 있다.

## 역사상의 성 노예

### 아시아
조공, 책봉이 주된 국제 질서로 작동한 과거 동아시아에서 일부 중원 왕조는 조공국에 공녀를 요구하기도 했다. 비록 공녀로 차출된 여성들의 공식적인 목적이 성 노예로의 상품화는 아니었으나, 사신이 자신을 위해 사사로이 차출한 경우도 존재했다. 또한, 이렇게 차출된 공녀는 궁중의 시녀, 노비가 되었고 그 중 일부는 황족에게 승은을 입어 기황후와 같이 후궁의 자리에 오르기도 했지만, 이 과정이 모두 자의가 아닌 외부에 의해 강제되었으므로 성 노예의 성격을 띤다고 할 수 있다.
16세기~17세기 동안 일본을 방문한 포르투갈 선원들과 그들이 고용한 남아시아와 아프리카 출신 선원들은 종종 젊은 일본 여자들과 소녀들을 매수하거나 납치하였다. 이들은 일본인 여성들을 배에서 성 노예로 이용하거나 마카오와 아메리카 대륙, 인도, 기타 동남아시아의 포르투갈 식민지로 데려갔다. 일례로 인도에 있는 포르투갈의 식민도시 고아에는 16세기 말엽부터 17세기까지 일본인 노예 공동체와 거래업자들이 상주해 있었다.

### 백인 노예

‘노예시장’(1884년 작). 장레옹 제롬이 오리엔탈리즘적 시점으로 아랍의 성 노예 시장을 묘사한 그림이다.

‘백인 노예(White slavery)’라는 용어가 본격적으로 등장하게 된 것은 1804년 한나 무어가 《크리스천 옵서버》의 편집자에게 보낸 서신과 리처드 오슬러가 쓴 《백인 노예의 공포에 대한 서신(A Letter on the Horrors of White Slavery)》으로 거슬러 올라간다. 19세기와 20세기 초에 ‘백인 노예’라는 말은 성 노예 상태에 빠진 백인 여성을 가리키는 말로 사용되었다. 특히 오리엔탈리즘적 시점에서 일명 체르케스 미인들과 같이 중동의 하렘에서 노예상태로 전락한 백인 여성들에 대해 언급할 때 자주 사용하였다. 시간이 흐르면서 백인 노예는 점차 매춘을 완곡하게 표현할 때 쓰는 말로 바뀌어갔다. 특히 자신의 운명을 자유롭게 결정할 수 없었던 어린이나 어린 여성들을 대상으로 한 매춘을 가리킬 때 공통적으로 사용되었다.
빅토리아 시대 영국에서는 선거운동 언론인이자 《펠 멜 가제트》의 편집장 윌리엄 토머스 스테드가 당시 노동자 한 명의 한 달 임금 총액과 맞먹는 5파운드에 13세 소녀 한 명을 매수한 사건이 일어났다. (엘리자 암스트롱 스캔들을 참조하라.) ‘여성 불법 매매’에 대한 공황은 1880년대 영국에서 절정을 이루었다. 당시 백인 노예는 공중도덕과 개혁운동에 나선 이들의 타도 제1순위였다. 영국 전역에서 전국적인 항의가 잇따르면서 결국 영국 의회에서 노예제도 반대법을 제정하여 통과시키기에 이르렀다.
20세기 초엽인 1910년 미국에서는 시카고 연방검사가 국제범죄조직이 유럽의 소녀들을 유괴해서 시카고의 매음굴에 보내 윤락 행위를 강요한 사실이 드러났다고 발표하면서 사회적으로 큰 반향을 불러왔다. 결국 이 문제는 미국 사회에서 공론화되어 분노를 들끓게 했으며, 1910년에 백인노예수출금지법이 통과되었다. 또한 비윤리적인 목적으로 여성을 미국의 다른 주로 이송하는 것 역시 법으로 금지되었다. 이 법의 주요 목적은 윤락 행위와 그에 따른 비도덕성에 적극 대처하는 것이었다. 백인노예수출금지법은 ‘맨 법’이라는 이름으로 더 잘 알려져 있는데, 이는 이 법안을 제안한 사람이 제임스 로버트 맨이라는 미국 하원의원 이기 때문이다.

### 미국
미국에서는 17세기부터 노예 무역 하에서 성 노예가 존재했다. 현재는 이를 법으로 엄격히 금지하고 있으나, 각종 성매매는 여전히 계속되고 있다.

### 2차대전

#### 독일
나치 정권 시절 최소 34,140명의 여성이 나치 정권에 의해 강제 성매매를 할 것을 강요당했다. 여성을 수용했던 라벤스브뤼크 강제 수용소에서는 각종 성범죄가 일어났다.

#### 일본
제2차 세계대전 기간 동안 일본 제국의 군인들은 자신들의 성욕 해소를 위해 동아시아와 남아시아의 여러 나라를 침략해 식민지로 삼아 현지의 일부 여자들을 강제로 징집하여 위안소로 연행한 후에 자신들의 성 노예로 삼았다. 이렇게 일본군 위안소에서 강제로 성매매에 동원당한 피해 여성들은 대부분 한국인과 중국인, 필리핀 여성으로 약 20만 명으로 추산되고 있다. 이들을 완곡하게 표현하여 ‘위안부’라고 부르고 있다.

### 2차대전 이후

#### 일본
전후 일본은 도쿄에 특수위안시설협회라는 이름의 위안소를 설치하고 운영했다.

### 한국전쟁
한국전쟁 시기 한국군은 일본제국의 위안부 제도를 본따 특수위안대를 운영했다.

## 같이 보기
- 성매매
- 인신매매
- 위안부
- 전라도 섬노예
- 하렘
- 일본의 전쟁 범죄